# Liste des Premiers ministres de Djibouti
Le Premier ministre de la république de Djibouti est chargé de coordonner l'action du gouvernement de la république de Djibouti mais il n'est pas le chef du gouvernement, fonction assurée par le président de la République.
À partir de 1956 et jusqu'à l'indépendance, le gouverneur, puis le haut-commissaire, nommé par le gouvernement français, contrôlait l'action du gouvernement local.
Les Premiers ministres successifs ont porté le titre de :
- vice-président du Conseil de gouvernement, lorsque le territoire était sous souveraineté française sous le nom de côte française des Somalis (1957-1967), à partir de l'application de la loi cadre ;
- président du Conseil de gouvernement à l'époque du territoire français des Afars et des Issas (1967-1977) ;
- Premier ministre de la république de Djibouti (depuis 1977).

## Côte française des Somalis
| Nom                   | Début du mandat | Fin du mandat | Parti |
| --------------------- | --------------- | ------------- | ----- |
| Mahamoud Harbi Farah  | 1957            | décembre 1958 | PMP   |
| Hassan Gouled Aptidon | décembre 1958   | avril 1959    | PMP   |
| Ahmed Dini            | avril 1959      | juin 1960     | PMP   |
| Ali Aref Bourhan      | juin 1960       | 1966          | UDA   |
| Mohamed Kamil Mohamed | 1966            | 1967          | RDA   |

## Territoire français des Afars et des Issas
| Nom                    | Début du mandat | Fin du mandat   | Parti |
| ---------------------- | --------------- | --------------- | ----- |
| Ali Aref Bourhan       | 7 juillet 1967  | 29 juillet 1976 | UNI   |
| Abdallah Mohamed Kamil | 29 juillet 1976 | 18 mai 1977     | RDA   |
| Hassan Gouled Aptidon  | 18 mai 1977     | 27 juin 1977    | LPAI  |

## République de Djibouti
| Nom                       | Début du mandat | Fin du mandat   | Parti |
| ------------------------- | --------------- | --------------- | ----- |
| Hassan Gouled Aptidon     | 27 juin 1977    | 12 juillet 1977 | RPP   |
| Ahmed Dini                | 12 juillet 1977 | 5 février 1978  | RPP   |
| Abdallah Mohamed Kamil    | 5 février 1978  | 2 octobre 1978  | RPP   |
| Barkat Gourad Hamadou     | 2 octobre 1978  | 7 mars 2001     | RPP   |
| Dileita Mohamed Dileita   | 7 mars 2001     | 31 mars 2013    | RPP   |
| Abdoulkader Kamil Mohamed | 31 mars 2013    | en fonction     | RPP   |